# Engelomyia ambigua
Engelomyia ambigua là một loài ruồi trong họ Tachinidae.